# Lesches-en-Diois
Lesches-en-Diois ist eine Gemeinde im französischen Département Drôme in der Region Auvergne-Rhône-Alpes. Sie gehört zum Kanton Le Diois und zum Arrondissement Die. Sie grenzt im Norden an Miscon, im Nordosten an Boulc, im Osten an Val-Maravel, im Südosten an Beaurières, im Süden an Charens (Berührungspunkt), im Südwesten an Beaumont-en-Diois und im Westen an Luc-en-Diois.

## Bevölkerungsentwicklung
| Jahr                       | 1962 | 1968 | 1975 | 1982 | 1990 | 1999 | 2008 | 2015 |
| -------------------------- | ---- | ---- | ---- | ---- | ---- | ---- | ---- | ---- |
| Einwohner                  | 101  | 91   | 80   | 64   | 49   | 33   | 54   | 47   |
| Quellen: Cassini und INSEE |      |      |      |      |      |      |      |      |